# Paracles valstana
Paracles valstana är en fjärilsart som beskrevs av William Schaus 1933. Paracles valstana ingår i släktet Paracles och familjen björnspinnare. Inga underarter finns listade i Catalogue of Life.